# Episodi di Outlaws (seconda stagione)
La seconda stagione della serie televisiva Outlaws è andata in onda negli Stati Uniti dal 5 ottobre 1961 al 10 maggio 1962 sulla NBC.
| nº | Titolo originale                  | Prima TV USA     |
| -- | --------------------------------- | ---------------- |
| 1  | Chalk's Lot                       | 5 ottobre 1961   |
| 2  | The Connie Masters Story          | 12 ottobre 1961  |
| 3  | My Friend, the Horse Thief        | 19 ottobre 1961  |
| 4  | The Cutups                        | 26 ottobre 1961  |
| 5  | Night Riders                      | 2 novembre 1961  |
| 6  | The Brathwaite Brothers           | 9 novembre 1961  |
| 7  | Walk Tall                         | 16 novembre 1961 |
| 8  | Roly                              | 23 novembre 1961 |
| 9  | No Luck on Friday                 | 30 novembre 1961 |
| 10 | The Outlaw Marshals               | 14 dicembre 1961 |
| 11 | Masterpiece                       | 21 dicembre 1961 |
| 12 | The Verdict                       | 28 dicembre 1961 |
| 13 | The Dark Sunrise of Griff Kincaid | 4 gennaio 1962   |
| 14 | The Bitter Swede                  | 18 gennaio 1962  |
| 15 | Buck Breeson Rides Again          | 25 gennaio 1962  |
| 16 | A Bit of Glory                    | 1º febbraio 1962 |
| 17 | Horse of a Similar Color          | 8 febbraio 1962  |
| 18 | The Sisters                       | 15 febbraio 1962 |
| 19 | A Day to Kill                     | 22 febbraio 1962 |
| 20 | No More Horses                    | 1º marzo 1962    |
| 21 | Ride the Man Down                 | 8 marzo 1962     |
| 22 | Farewell Performance              | 15 marzo 1962    |
| 23 | Charge aka Outpost                | 22 marzo 1962    |
| 24 | All in a Day's Work               | 10 maggio 1962   |

## Chalk's Lot
- Prima televisiva: 5 ottobre 1961

### Trama
- Guest star: Jack Tornek (barista), Phil Schumacher (cittadino), David White (Charlie Peal), Cynthia Chenault (Sue Riley), Robert Karnes (Betts), Tom Symonds (Hopkins), Charles Horvath (Jipson), Roger Creed (Lew), Nick Borgani (suonatore piano), Danny Borzage (cittadino), Chet Brandenburg (cittadino), Gene Coogan (cittadino), Cosmo Sardo (barista), Sailor Vincent (Gamber)

## The Connie Masters Story
- Prima televisiva: 12 ottobre 1961

### Trama
- Guest star: Charles Fredericks (Ned Bell), Lincoln Demyan (Cass Andrews), Judy Lewis (Connie Masters), Cliff Robertson (Jack Masters)

## My Friend, the Horse Thief
- Prima televisiva: 19 ottobre 1961

### Trama
- Guest star: Al Haskell (frequentatore bar), Earl Parker (cowboy), Brian Keith (Whip), Judy Lewis (Connie Masters), Judson Pratt (Hodges), Sal Ponti (Francisco), John Astin (Pete), Pat McCaffrie (dottore), Michael Carr (cowboy), Michael Jeffers (frequentatore bar)

## The Cutups
- Prima televisiva: 26 ottobre 1961

### Trama
- Guest star: Garth Benton (uomo), Dale Hill (guardia), Ray Walston (Willie), Bruce Gordon (Skinner), Joan Camden (Jill), Martin Brandt (Hackenschmidt), Chet Brandenburg (frequentatore bar)

## Night Riders
- Prima televisiva: 2 novembre 1961

### Trama
- Guest star: Chuck Hamilton (cittadino), George DeNormand (cittadino), Dick York (Sam Nichols), Judy Lewis (Connie Masters), Robert J. Wilke (Meder), E.J. André (Stansky), Tom Reese (Barney), Robert Sorrells (Peters), Brendan Dillon (Ross), Charles Irving (Barkeep), Jena Engstrom (Louise), Chet Brandenburg (cittadino), Phil Schumacher (cittadino)

## The Brathwaite Brothers
- Prima televisiva: 9 novembre 1961

### Trama
- Guest star: Robert Sampson (Charlie Harper), Jan Peters (addetto al telegrafo), Lonny Chapman (Silas Brathwaite), Conlan Carter (Perry Brathwaite), Harry Raybould (Levi Brathwaite), Julie Sommars (Ellie), Robert Snyder (Bundy), Jack Tornek (cittadino)

## Walk Tall
- Prima televisiva: 16 novembre 1961

### Trama
- Guest star: Bob Kilgallen (Crony), Pat McCaffrie (dottore), Judy Lewis (Connie Masters), Nina Shipman (Theo McClure), Katherine Warren (Mrs. McClure), Joe Brown Jr. (Banty), Robert Fortier (Fin Spruce), Stephen Joyce (Wace), Charles H. Radilak (Jasek), Robert Shawley (Goodwin), Paul Carr (Jan Batory)

## Roly
- Prima televisiva: 23 novembre 1961

### Trama
- Guest star: Joe Abdullah (barista), Mason Curry (impiegato), David Wayne (Roly McDonough), Dianne Foster (Lainie), Barbara Stuart (Juno), Mark Dana (Cruse), Eddy Waller (Forsythe), Reedy Talton (Harg), Rayford Barnes (Gaffney), Marlowe Jensen (prete), Scott Davey (ragazzo), Lynn Archer (donna), Rod McGaughy (frequentatore bar)

## No Luck on Friday
- Prima televisiva: 30 novembre 1961

### Trama
- Guest star: Bert Stevens (Payroll Guard), Chet Brandenburg (cittadino), Vic Morrow (Sawyer), Gerald Mohr (Leonard Lopez), Judy Lewis (Connie Masters), Wright King (Sondberg), Barbara Turner (Mary Sawyer), Nancy Rennick (Emily), Mary Munday (Inez), Eileen Ryan (Ruth), Harvey Stephens (Dernbacker), Pitt Herbert (Gus), William 'Billy' Benedict (agente di viaggio), Jack Tornek (Payroll Guard)

## The Outlaw Marshals
- Prima televisiva: 14 dicembre 1961

### Trama
- Guest star: Ralph Moody (addetto al telegrafo), Fred Sherman (uomo), Myron McCormick (Logan Henry), Judy Lewis (Connie Masters), Jack Elam (Diamond), Emile Meyer (Root), Ken Lynch (Slater), Pat McCaffrie (dottore), William Fawcett (uomo), Chet Brandenburg (passeggero del treno)

## Masterpiece
- Prima televisiva: 21 dicembre 1961

### Trama
- Guest star: Phil Schumacher (spettatore processo), Chet Brandenburg (spettatore processo), Walter Slezak (Martin Hall), Harry Townes (Jerry Rome), Judy Lewis (Connie Masters), Howard Smith (Porter), Alex Gerry (giudice), Mickey Simpson (maniscalco), Jack Grimes (Breezley), Thomas Browne Henry (pubblico ministero), Richard Reeves (Barkeep), Allen Kramer (Stubbs), Nick Borgani (avventore tavola calda), Sailor Vincent (spettatore processo)

## The Verdict
- Prima televisiva: 28 dicembre 1961

### Trama
- Guest star: Earl Parker (spettatore della corte), Chuck Hamilton (spettatore della corte), Judy Lewis (Connie Masters), Dayton Lummis (giudice), Jan Merlin (Jed Evans), Pippa Scott, Russell Thorson, Carleton Young (Attorney), Fred Aldrich (spettatore della corte), Chet Brandenburg (spettatore della corte), Phil Schumacher (spettatore della corte)

## The Dark Sunrise of Griff Kincaid
- Prima televisiva: 4 gennaio 1962

### Trama
- Guest star: Phil Schumacher (barista with Wint), Michael Jeffers (cittadino), Cliff Robertson (Griff Kincaid), Elisha Cook Jr. (Cully), Joyce Jameson (Lotus), Edward Asner (Keel), Nancy Kulp (Jennifer), Warren J. Kemmerling (Maury), Reta Shaw (Mrs. Bond), John Banner (Wint), Garry Walberg (conducente), Curt Barrett (Nubb), Robert H. Harris (Veasy), Chet Brandenburg (cittadino), Gene Coogan (frequentatore bar), Chuck Hamilton (cittadino), Rudy Sooter (frequentatore bar)

## The Bitter Swede
- Prima televisiva: 18 gennaio 1962

### Trama
- Guest star: Gene Coogan (Pete - The Bartender), Chet Brandenburg (frequentatore bar), Brian Keith (Sven Johannsen), Erika Peters (Hulda Christianson), Myron Healey (Kirby), Ken Drake (Ken Horses), Bill Hickman (Hurch), Edward Holmes (Parson), Phyllis Sues (ballerino/a), Phil Schumacher (frequentatore bar)

## Buck Breeson Rides Again
- Prima televisiva: 25 gennaio 1962

### Trama
- Guest star: John Abbott (Murtry), Judy Lewis (Connie Masters), Lloyd Nolan (Buck Breeson), Bruce Gordon (Fenn), Chet Brandenburg (cittadino)

## A Bit of Glory
- Prima televisiva: 1º febbraio 1962

### Trama
- Guest star: Jack Tornek (cittadino), Phil Schumacher (frequentatore bar), Eli Wallach (sceriffo Ned Devers), Judy Lewis (Connie), Joan O'Brien (Laurie), Jerome Cowan (Macneil), Dean Harens (Lou Millroy), Dee Pollock (Billy Bradley), Lew Gallo (Fred), Wallace Rooney (dottor Lillis), Will Wright (Angie Fitch), Rusty Lane (Joe), Steven Terrell (Jake Drury), Arthur Peterson (Sam Bradley), Larry Chance (Spangler), Norman Leavitt (George), Gene Coogan (frequentatore bar), Chuck Hamilton (frequentatore bar), Sailor Vincent (frequentatore bar)

## Horse of a Similar Color
- Prima televisiva: 8 febbraio 1962

### Trama
- Guest star: Phil Schumacher (Horse Race Spectator), Robert Robinson (Horse Race Spectator), Judy Lewis (Connie Masters), David White (Peale), Lloyd Corrigan (sindaco), Tony Terry (Fair Child), Ronald Trujillo (Bloody Claw), Eddie Little Sky (Iron Eyes), Rodd Redwing (Ox Horn), Lewis Charles (Hatter), Roberto Contreras (Ralph), Gene Coogan (Horse Racer), Al Haskell (Horse Race Spectator), Kermit Maynard (Horse Race Spectator), Jack Tornek (Rules Commitee Member)

## The Sisters
- Prima televisiva: 15 febbraio 1962

### Trama
- Guest star: Bob Duggan (impiegato dell'hotel), Ray Ballard (addetto al telegrafo), Judy Lewis (Connie Mastrers), Olive Sturgess (Ruth Durant), Gina Gillespie (Bridget), Jackie Coogan (Ed Durant), Arthur Hunnicutt (Luke), Carl Crowe (Charlie), Jon Lormer (giudice), Bartlett Robinson (Russell), Jack Tornek (Bar Patron)

## A Day to Kill
- Prima televisiva: 22 febbraio 1962

### Trama
- Guest star: Phil Schumacher (frequentatore bar), Gene Coogan (frequentatore bar), Harry Townes (Frank Wagner), Mario Alcalde (Carlos Vincente), Alejandro Rey (Frank Vincente), Donna Martell (Margarita), Percy Helton (Wilken), Julie Merrill (Beth Jenson), Harry Hines (uomo), Jamie Forest (uomo), Kem Dibbs (Newby), Manuel Lopez (guardia), Mike De Anda (guardia), Bernie Gozier (guardia), Vicente Padula (ambasciatore), Edward Holmes (Station Master), Virginia Carr (donna), Hal Sutton (cittadino), Sailor Vincent (frequentatore bar)

## No More Horses
- Prima televisiva: 1º marzo 1962

### Trama
- Guest star: Phil Schumacher (Townman Helping with Blindfold), Tex Palmer (Race Spectator), Richard Long (Morgan Mayberry), Mike Kellin (Bates), Judy Lewis (Connie Masters), John Fiedler (Ludlow Pratt), Dan Tobin (Anderson), Sam Gilman (Simms), Karl Lukas (York), James Maloney (Teller), Roy Wright (barista), Jason Johnson (contadino), Iris Bristol (ragazza), Robert H. Harris (Cooper), Danny Borzage (barista), Ralph Bucko (frequentatore bar), Herman Hack (membro della folla), Kermit Maynard (membro della folla), Jack Tornek (membro della folla)

## Ride the Man Down
- Prima televisiva: 8 marzo 1962

### Trama
- Guest star: Gene Coogan (Gunman Killed in Bar), Olive Deering (Melanie), Henry Jones (Henry Plummer), Timmy Everett (David), Strother Martin (Garvey), Robert F. Simon (Sholem), Barry Cahill (Pryor), Richard Coogan (Slater), Dub Taylor (Fleishman), Charles Seel (dottore), Phil Schumacher (frequentatore bar)

## Farewell Performance
- Prima televisiva: 15 marzo 1962

### Trama
- Guest star: Phil Schumacher (Show Spectator), Mike Lally (Show Spectator), Myron McCormick (Thomas Hardy), Ruta Lee (Alice), Myron Healey (Duke Jones), George Kennedy (Joe Ferris), Phil Chambers (Parton - Bartender), Robert Williams (cittadino), Bill Hickman (Stranger), Chet Brandenburg (frequentatore bar), Ralph Bucko (Show Spectator), Jack Tornek (Show Spectator)

## Charge aka Outpost
- Prima televisiva: 22 marzo 1962

### Trama
- Guest star: William H. O'Brien (barista), Troy Melton (soldato), Claude Akins (Ben Thompson), Jay Lanin (Frank Burling), Christopher King (Myles Ree), Frank DeKova (Chief White Tongue), Jeff York (Van den Haag), Dayton Lummis (colonnello Gibbons), Rodd Redwing (Nonzin), Jody Fair (ragazza), Iron Eyes Cody (Talkeesh), Charles Kephart (cittadino), Paul Carr (Corperal Nyhan), Phil Schumacher (soldato)

## All in a Day's Work
- Prima televisiva: 10 maggio 1962

### Trama
- Guest star: Everett Glass (Minister), Linda Evans (figlia), Judy Lewis (Connie Masters), Edgar Buchanan (Neely), Gene Lyons (Wim Squires), Alan Hewitt (Hatter Keenan), Alice Backes (Mrs. Arbush), Cheerio Meredith (Miss Potter), Buddy Baer (Arthos), Orville Sherman (Murchison), Ralph Neff (Willie Finin), Pat McCaffrie (dottore), Don Washbrook (ragazzo), H. M. Wynant (Eddie)